# Епі
Епі (англ. Epi) — острів в архіпелазі Нові Гебриди, належить Вануату, входить до складу провінції Шефа. Історична назва - Тасіко.

## Географія

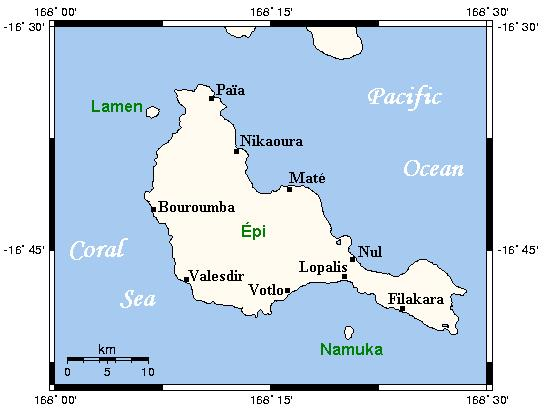
Мапа острова

Острів Епі знаходиться в центральній частині архіпелагу Нові Гебриди, в Тихому океані, приблизно за 1200 км на північний схід від Австралії . На південь-схід від острова розташовані острови Шеперд, на північ - острів Амбрим, на північний захід - острів Малекула.
Довжина острова з північного заходу на південний схід становить 43 км, ширина - 18 км. Площа Епі - 444,7 км². Берегова лінія 133,3 км .
Острів має вулканічне походження . Острови Епі і Тонгоа в минулому представляли собою єдиний острів Кувае (Kuwae) (назва була запозичена з усних легенд островів, розташованих на південний-схід від Епі) . Однак після великого виверження однойменного вулкана в 1452 році Кувае був зруйнований: в результаті утворилися два самостійні острови і велика кальдера овальної форми (12x6 км). Це виверження, найбільше за останні 10 тисяч років (в атмосферу було викинуто до 35 км ³ вулканічного матеріалу), вплинуло не тільки на географію та історію архіпелагу Нові Гебриди, але і спричинило вплив на глобальний клімат протягом декількох років .
На Епі розташовані два вулкана: Алломбеї на заході острова і Помарі (Тавані-Кута) на сході, що є вищою точкою Епі (833 м). Поблизу берега розташовані два підводних вулкана - Нітаїа (3 км від брега) і Кейп-Коун (4 км) .
У північно-західній частині Епі розташований пляж, що омивається бухтою Ламен-Бей, а неподалік від узбережжя знаходиться острів Ламен (чисельність населення - близько 500 осіб). У північно-східній частині острова знаходиться морський заповідник Нікаура (англ. Nikaura Marine Protected Area).
Клімат на Епі вологий тропічний. Середньорічна кількість опадів перевищує 2500 мм. Острів схильний до землетрусів, циклонів, вулканічних вивержень .

## Історія
Європейським першовідкривачем острова став англійський мандрівник Джеймс Кук, який відкрив острів у 1774 році.
У березні 1906 році Епі, як і інші острови Нових Гебридів, стали спільним володінням Франції та Британії, тобто архіпелаг отримав статус англо-французького кондомініуму .
30 червня 1980 року Нові Гебриди отримали незалежність від Великої Британії та Франції, і острів Епі став територією Республіки Вануату.

## Населення
У 2009 році населення становило 5207 осіб . Основне заняття місцевих мешканців - сільське господарство. На західному і північно-східному узбережжі розташовані плантації кокосової пальми, з ендосперму горіхів якої остров'яни виробляють копру. Інші важливі культури - арахіс та кава . На Епі діють два аеропорти .
Основними мовами спілкування на острові є біслама, французький та англійська, хоча також використовуються місцеві мови:
- бакі (200 носіїв у 1981 році; поширена в західній частині острова),
- біеребо (450 носіїв у 1981 році; поширена в західній частині острова),
- біеріа (170 носіїв у 1981 році; поширена в південній частині острова),
- ламену (750 носіїв у 1986 році; поширена в північно-західній частині острова, на острові Ламену),
- лево ' (750 носіїв у 1986 році; поширена в східній частині острова),
- маії ' (100 носіїв у 1981 році; поширена в південно-західній частині острова),
- північна ефате  (3000 носіїв у 1983 році; поширена в південно-східній частині острова, на острові Ефате, нгуні, Тонгоа) [8].